# Doble pèndol
|  | Per a altres significats, vegeu «Pèndol (desambiguació)». |

Un exemple de doble pèndol.

En general, un doble pèndol  és un sistema compost per dos pèndols, amb el segon penjant de l'extrem del primer. En el cas més simple, es tracta de dos pèndols simples, amb l'inferior penjant de la massa pendular del superior.
Normalment se sobreentén que ens referim a un doble pèndol pla, amb dos pèndols plans coplanaris. Aquest sistema físic posseeix dos graus de llibertat i exhibeix un ric comportament dinàmic. El seu moviment està governat per dues equacions diferencials ordinàries acoblades. Per sobre de certa energia, el seu moviment és caòtic.

## Anàlisi del moviment del pèndol doble pla

### Cinemàtica
A la cinemàtica només estem interessats a trobar les expressions de la posició, la velocitat, l'acceleració i en termes de les variables que especifiquen l'estat del doble pèndol, sense interessar-nos per les forces actuants. Ens servirem de les següents coordenades:
- x, i  = posició horitzontal i vertical de la massa d'un pèndol
- θ  = angle d'un pèndol respecte a la vertical (0 = vertical cap avall, antihorari és positiu)
- l  = longitud de la vareta (constant)

Associarem al pèndol superior el subíndex 1, i al de baix el subíndex 2. Posarem l'origen de coordenades en el punt de pivot del pèndol superior. El sentit de les ordenades creixents es pren cap amunt.
A partir de consideracions trigonomètriques escrivim les expressions de les posicions x  1 , i  1 , x  2 , i  2  en termes dels angulos θ  1 , θ  2 :
{\displaystyle x_{1}=l_{1}\sin \theta _{1}\,}
{\displaystyle y_{1}=-l_{1}\cos \theta _{1}\,}
{\displaystyle x_{2}=x_{1}+l_{2}\sin \theta _{2}\,}
{\displaystyle y_{2}=y_{1}-l_{2}\cos \theta _{2}\,}
Derivant respecte al temps obtenim:
{\displaystyle {\dot {x}}_{1}={\dot {\theta }}_{1}l_{1}\cos \theta _{1}}
{\displaystyle {\dot {y}}_{1}={\dot {\theta }}_{1}l_{1}\sin \theta _{1}}
{\displaystyle {\dot {x}}_{2}={\dot {x}}_{1}+{\dot {\theta }}_{2}l_{2}\cos \theta _{2}}
{\displaystyle {\dot {y}}_{2}={\dot {y}}_{1}+{\dot {\theta }}_{2}l_{2}\sin \theta _{2}}
I derivant una segona vegada:
{\displaystyle {\ddot {x}}_{1}=-{\dot {\theta }}_{1}^{2}l_{1}\sin \theta _{1}+{\ddot {\theta }}_{1}l_{1}\cos \theta _{1}}
{\displaystyle {\ddot {y}}_{1}={\dot {\theta }}_{1}^{2}l_{1}\cos \theta _{1}+{\ddot {\theta }}_{1}l_{1}\sin \theta _{1}}
{\displaystyle {\ddot {x}}_{2}={\ddot {x}}_{1}-{\dot {\theta }}_{2}^{2}l_{2}\sin \theta _{2}+{\ddot {\theta }}_{2}l_{2}\cos \theta _{2}}
{\displaystyle {\ddot {y}}_{2}={\ddot {y}}_{1}+{\dot {\theta }}_{2}^{2}l_{2}\cos \theta _{2}+{\ddot {\theta }}_{2}l_{2}\sin \theta _{2}}

### Forces
Definim les variables:
- T = tensió en la vareta
- M = massa del pèndol
- G = acceleració de la gravetat

Farem servir la llei de Newton {\displaystyle F=ma}, escrivint per separat les equacions de les components verticals i horitzontals de les forces.
Sobre la massa {\displaystyle m_{1}} actuen la tensió a la part superior de la vareta {\displaystyle T_{1}}, la tensió en la part inferior de la vareta {\displaystyle T_{2}}, i la gravetat -m  1  g :
{\displaystyle M_{1}{\ddot {x}}_{1}=-T_{1}\sin \theta _{1}+T_{2}\sin \theta _{2}}
{\displaystyle M_{1}{\ddot {i}}_{1}=T_{1}\cos \theta _{1}-T_{2}\cos \theta _{2}-m_{1}g}
Sobre la massa {\displaystyle m_{2}}, actuen la tensió {\displaystyle T_{2}} i la gravetat -m  2  g :
{\displaystyle M_{2}{\ddot {x}}_{2}=-T_{2}\sin \theta _{2}}
{\displaystyle M_{2}{\ddot {i}}_{2}=T_{2}\cos \theta _{2}-m_{2}g}

### Equacions de moviment
A partir de les equacions anteriors, després de realitzar nombroses operacions algebraiques amb la finalitat de trobar les expressions de {\displaystyle {\ddot {\theta _{1}}}}, {\displaystyle {\ddot {\theta _{2}}}} en termes de {\displaystyle \theta _{1}\,}, {\displaystyle {\dot {\theta _{1}}}\,}, {\displaystyle \theta _{2}\,}, {\displaystyle {\dot {\theta _{2}}}\,}, arribaríem a les equacions de moviment per al pèndol doble:
{\displaystyle {\ddot {\theta }}_{1}={\frac {-g(2m_{1}+m_{2})\sin \theta _{1}-m_{2}g\sin(\theta _{1}-2\theta _{2})-2\sin(\theta _{1}-\theta _{2})m_{2}({\dot {\theta }}_{2}^{2}l_{2}+{\dot {\theta }}_{1}^{2}l_{1}\cos(\theta _{1}-\theta _{2}))}{l_{1}(2m_{1}+m_{2}-m_{2}\cos(2\theta _{1}-2\theta _{2}))}}}
{\displaystyle {\ddot {\theta }}_{2}={\frac {2\sin(\theta _{1}-\theta _{2})({\dot {\theta }}_{1}^{2}l_{1}(m_{1}+m_{2})+g(m_{1}+m_{2})\cos \theta _{1}+{\dot {\theta }}_{2}^{2}l_{2}m_{2}\cos(\theta _{1}-\theta _{2}))}{l_{2}(2m_{1}+m_{2}-m_{2}\cos(2\theta _{1}-2\theta _{2}))}}}

### Energia
L'energia cinètica ve expressada per:
{\displaystyle T={\frac {1}{2}}m_{1}({\dot {x}}_{1}^{2}+{\dot {i}}_{1}^{2})+{\frac {1}{2}}m_{2}({\dot {x}}_{2}^{2}+{\dot {i}}_{2}^{2})={\frac {1}{2}}m_{1}l_{1}^{2}{\dot {\theta }}_{1}^{2}+{\frac {1}{2}}m_{2}[L_{1}^{2}{\dot {\theta }}_{1}^{2}+L_{2}^{2}{\dot {\theta }}_{2}^{2}+2l_{1}l_{2}{\dot {\theta }}_{1}{\dot {\theta }}_{2}\cos(\theta _{1}-\theta _{2})]}
L'energia potencial:
{\displaystyle V=m_{1}gy_{1}+m_{2}gy_{2}=-(m_{1}+m_{2})gl_{1}\cos \theta _{1}-m_{2}gl_{2}\cos \theta _{2}\,}.
Per tant, el moviment es regirà per la lagrangiana
{\displaystyle {\mathcal {L}}=T-V={\frac {1}{2}}(m_{1}+m_{2})L_{1}^{2}{\dot {\theta }}_{1}^{2}+{\frac {1}{2}}m_{2}l_{2}^{2}{\dot {\theta }}_{2}^{2}+M_{2}l_{1}l_{2}{\dot {\theta }}_{1}{\dot {\theta }}_{2}\cos(\theta _{1}-\theta _{2})+(m_{1}+m_{2})gl_{1}\cos \theta _{1}+m_{2}gl_{2}\cos \theta _{2}}

## Equacions de moviment de Lagrange
Usant les equacions de Lagrange en aquest cas particular són:

{\displaystyle {\frac {d}{dt}}\left({\frac {\partial L}{\partial {\dot {\theta }}_{1}}}\right)-{\frac {\partial L}{\partial \theta _{1}}}=0,\qquad {\frac {d}{dt}}\left({\frac {\partial L}{\partial {\dot {\theta }}_{2}}}\right)-{\frac {\partial L}{\partial \theta _{2}}}=0}

Calculant explícitament les derivades de l'expressió anterior s'arriba a:

{\displaystyle {\begin{cases}(m_{1}+m_{2})l_{1}^{2}{\ddot {\theta }}_{1}+m_{2}{\ddot {\theta }}_{2}l_{1}l_{2}\cos(\theta _{1}-\theta _{2})-m_{2}{\dot {\theta }}_{2}l_{1}l_{2}({\dot {\theta }}_{1}-{\dot {\theta }}_{2})\sin(\theta _{1}-\theta _{2})+m_{2}{\dot {\theta }}_{1}{\dot {\theta }}_{2}l_{1}l_{2}\sin(\theta _{1}-\theta _{2})+(m_{1}+m_{2})gl_{1}\sin \theta _{1}=0\\m_{2}l_{2}^{2}{\ddot {\theta }}_{2}+m_{2}{\ddot {\theta }}_{1}l_{1}l_{2}\cos(\theta _{1}-\theta _{2})-m_{2}{\dot {\theta }}_{1}l_{1}l_{2}({\dot {\theta }}_{1}-{\dot {\theta }}_{2})\sin(\theta _{1}-\theta _{2})-m_{2}{\dot {\theta }}_{1}{\dot {\theta }}_{2}l_{1}l_{2}\sin(\theta _{1}-\theta _{2})+m_{2}gl_{2}\sin \theta _{2}=0\end{cases}}}

Aquestes són les equacions de Lagrange per a un pèndol doble on hem escollit com coordenades generalitzades les polars i en el qual hi ha dues lligadures ({\displaystyle L_{1}} i {\displaystyle L_{2}} constants)